# Варсонофій (Вініченко)
Архієпископ Варсонофій (в миру Володимир Семенович Вініченко; нар. 19 березня 1961, Донецьк, УРСР) — архієпископ РПЦ, архієпископ Новоазовський, вікарій Донецької єпархії РПЦвУ. Громадянин Росії.

## Життєпис
Духовну кар'єру почав на території Російської Федерації. 7 січня 1995 став дияконом Майкопського Троїцького кафедрального собору на Кубані. Там же 19 січня 1995 висвячений у священика. Взимку його відрядили в Україну, де 6 грудня 1995 він став священиком Донецької єпархії Московської патріархії. Служив у храмі преподобного Сергія Радонезького, що при Преображенському кафедральному соборі Донецька. Але з Росією не поривав — 2007 закінчив курс Московської духовної семінарії.
21 серпня 1996  — намісник Успенського Святогорського монастиря. Був пострижений на честь преподобного Варсонофія Оптинського.
1997  — несе послух у Касперевському монастирі в селищі Грузько-Ломівка Донецької області.
31 серпня 1998  — настоятель та ігумен Тихонівського храму Новодонецька, благочинний Новодонецького округу Горлівської єпархії.
2000  — настоятель храму преподобного Агапіта Печерського Донецька.
2002  — духівник Іверського жіночого монастиря.
2003  — духівник Донецького благочиння.
2008  — викладач історії Московської патріархії та богослов'я в Донецькому національному університеті.
2009  — духівник Троїцького округу Донецька.
7 лютого 2013  — обраний духовником Донецької єпархії РПЦвУ.
15 березня 2013  — обраний єпископом Новоазовським, вікарієм Донецької єпархії Московської патріархії..
29 березня 2013  — у Всіхсвятському храмі Свято-Пантелеймонівського монастиря наречений єпископом..
30 березня 2013  — хіротонія..
У травні 2015 брав участь в публічних акціях терористичної організації «ДНР». Відспівував терориста «Гіві».
В січні 2023 року позбавлений громадянства України указом президентом України за підтримку агресії проти України.

## Лінки
- Варсонофий, епископ Новоазовский, викарий Донецкой епархии (Винниченко Владимир Семенович) [Архівовано 11 листопада 2014 у Wayback Machine.] (рос.)